# Edward Bradford Titchener
Edward Bradford Titchener (Chichester, West Sussex, Anglia, 1867. január 11. – Ithaca, New York, 1927. augusztus 3.) angol származású amerikai pszichológus, akinek Wilhelm Wundt is tanára volt néhány évig. Titchener nevét saját pszichológiai irányzata, a strukturalizmus tette híressé. Ő alkotta meg korának legnagyobb orvosi programját, miután az amerikai Cornell Egyetem professzora lett, és egyik diákja Margaret Floy Walshburn az első nő, aki Ph.D.-címet ért el a pszichológiában.

## Életrajza
Chicester városában született 1867-ben. Régi angol család sarja, de nem voltak jómódúak. Apja harcolt a konföderációs sereggel, hazatért Angliába, családot alapított, és a harmincas éveiben meghalt.
Kiemelkedő szellemi képességeiért ösztöndíjat nyert a Malvin College-ba. Családja akarata ellenére 1885 és 1890 között az oxfordi Brasenose College-ban tanult. Először filozófiát tanult. Herbert Spencer hatására vonzódott a darwini gondolatokhoz, de hamar kiábrándult az állatlélektanból. Egy évet kutató diákként együtt dolgozott Sir John Scott Burdon Sandersonnal.
Oxfordban ismerkedett meg Wilhelm Wundt tanításaival, és lefordította Grundzüge der physiologischen című könyvének harmadik kiadását. Barátai nem nagyon biztatták, de miután megszerezte a diplomát, Lipcsébe ment, hogy Wundt tanítványa lehessen. Az angol fordítást is magával vitte, de az időközben elavult. Lipcsében több később híressé vált tudóssal ismerkedett meg, köztük Oswald Külpével is.
Megszerezte a doktori fokozatot, visszatért Oxfordba, ahol továbbképző előadásokat tartott. Azzal a szándékkal jött ide, hogy elfogadtassa az új tudományt, de az egyetem nem érdeklődött iránta. Az amerikai Cornell Egyetem professzora lett, ahol Wundt tanításait strukturalizmusként tanította. Szakmai stílusa is hasonló volt Wundthoz. Ő is autokratikus módszerekkel irányította laboratóriumát, megkövetelte asszisztenseitől, hogy vele dolgozzanak, előadásain kísérleti demonstrációkat alkalmazott.
Úgy gondolta, hogy szüksége van egy folyóiratra, melyben kifejtheti nézeteit, de soha nem érte el, hogy egyedül birtokoljon egy folyóiratot. Egy ideig, miután egyik tanítványa megvette a The American Journal of Psychology című lapot, Titchener lett az egyedüli szerkesztő, de 1925-ben visszavonult.
1894-ben feleségül vette Sophie K. Bedlow-t. Az asszony nagy segítséget nyújtott neki laboratóriumában és rajzaival illusztrálta Titchener könyveit. 1893 és 1900 között alakította meg laboratóriumát. Csupán 28 éves volt, mikor professzori egész állást kapott.
Sokan gondolták, hogy Titchener férfisoviniszta volt, mert megalapította a The Experimenlists társaságát. Ez egy klub volt, melyben pszichológiai laboratóriumok férfivezetői cserélhették ki tapasztalataikat. Nőket azért nem hívhattak, mert a gyűléseket füstös szobákban tartották, és a társadalmi normák szerint a nők túl tiszták ahhoz, hogy dohányozzanak. Az Experimentalists mindenesetre 1904-től Titchener egész életén át folytatták összejöveteleiket, kivéve az 1918-as évet. Titchener férfisovinizmusa meglepő lenne, ha azt nézzük, hogy női hallgatókat is oktatott, az általa irányított Ph.D. hallgatók több mint egyharmada nő volt.

## Fő tanításai
Titchener nézeteit nagyban befolyásolták Wundt elméletei a voluntarizmusról, és ötletei az asszociáció (társítás, kapcsolat, képzettársítás) és appercepció (az egymástól elszigetelt élményeket foglalja téri és idői egységekbe) elvéről. Megpróbálta osztályozni az elme struktúráit, mint egy kémikus a különböző anyagok összetevőit, például a víz oxigénből és hidrogénből áll. Ennek megfelelően Titchenernek ezek az összetevők az érzelmek és gondolatok voltak.
Titchener úgy gondolta, hogy ha az alapvető összetevők (amik az elmét alkotják) kategorizálhatók, akkor a magasabb szintű mentális folyamatok meghatározhatóak lennének.
Feladatának tekintette, hogy katalogizálja a tudat elemeit, feltárja, hogy ezek miként kapcsolódnak, és kiderítse a mögöttük meghúzódó fiziológiai folyamatokat. Úgy gondolta, hogy a pszichológia soha nem lehet szigorú értelemben vett természettudomány. Visszautasította Wundt véleményét, mely szerint a pszichológiának a természettudományokkal egyenlő rangot kell kivívnia.
Úgy gondolta, hogy a tudást emberi tapasztalatból kell megszerezni, de a tapasztalást már nézőpontból kell megvizsgálni. Két alapvető nézőpontot különböztetett meg, erre példaként egy erdőben eldőlő fát hozott fel. Tegyük fel, hogy nincs fülünk, amivel halljuk a hangot, a fa akkor is ad ki hangot? Az egyik nézőpont szerint (például fizika) igen, mert a hang tovább haladó rezgés, mely detektálható. A másik nézőpont szerint a tapasztalat az egyéntől függ. Ekkor mindegy, hogy a fa ad-e ki hangot, mert jelentés nélkülivé válik. Ebben a jellemzésben összekeveredik a fizikai és pszichológiai nézőpont, azaz Titchener ingerhibáját követjük el. Ezt az ingert magát írja le, és nem az inger által kiváltott közvetlen érzést vagy érzetet.

## Az introspekció
Az öntudat összetevőinek kutatásában az introspekciót használta. Wundt introspekciós módszerével ellentétben Titchenernek szigorú irányelvei voltak az introspekciós elemzéshez. Az alanynak egy tárgyat mutattak, például egy ceruzát. Az alanynak ezután néhány információt kellett mondani a ceruzáról (hossz, szín stb.). Az alany nem mondhatta ki a tárgy nevét, mert az nem ír le egy nyers adatot a bemutatott tárgyról. Titchener erre mint ingerhibára célzott.

## A tudat elemei
Az analitikus introspekciót alkalmazva három alapvető elemet azonosított: érzetek, képzetek (affekciók) és érzések.
Az érzetek a percepció elemei és minden más alapjai a tudatban. Arra következtetett, hogy közel 44000 különböző érzet van.
A képzetek a gondolatok elemei. Előfeltétele egy érzet. Megalkothatjuk valaminek az érzetét ha az nincs ott, de a képzet nem olyan tiszta.
Az érzések az érzelmek elemei. Wundt három érzés dimenziót tárt fel: kellemes-kellemetlen, izgalmas-unalmas, feszült-nyugodt. Titchener ezzel ellentétben csak a kellemes-kellemetlen dimenziót tárta fel.
Mind a három elem rendelkezik attribútumokkal, melyek közül a legfontosabb a minőség, intenzitás, az időtartam, a tisztaság és a terjedelem. Az érzések és a képzetek esetében a terjedelmen kívül mind alkalmazható. Az érzéseknél nem alkalmazható a tisztaság és a terjedelem.
Titchener úgy vélte, hogy a sem a figyelem, sem a jelentés nem tanulmányozható közvetlenül. Mind a figyelem, mind a jelentés olyan, amit a tapasztalat kontextusa alapján tulajdonítunk tudatos élményeinknek. Rendszerében a világosságot először élénkségnek, majd attenzitásnak nevezte.
Rendszere átalakult pályafutása második felében, bár ezeket nem rendszerezte. 1915-re csak két elemet tartalmazott, az érzeteket, és az érzéseket. 1923-ban Boringnak írt levelében leírta, hogy a képzetek lettek az elsődleges mentális elemek, ezeket követték az érzetek, végül az érzések. Még saját introspekciós módszerét is megkérdőjelezte. 1925 előtt még jele sem volt annak, hogy változtat a gestaltpszichológia iránti negatív hozzáállásán. Később, mikor egy Gestalt alapító meglátogatta, elismerte, hogy a gestaltosok „számos jó néhány kitűnő munkát” is végeztek.

## Öröksége
Szigorú, empirikus, kísérleti megközelítést vitt az amerikai pszichológiába. Titchener karizmatikus és energikus személyiség volt. Életében a strukturalizmus virágzóban volt, de az ötlete, hogy az elme összetevőkből áll, melyek meghatározhatóak és kölcsönhatásban vannak egymással, halála után lényegében elfelejtődött. A strukturalizmust, a voluntarizmussal együtt, különböző iskolák hatékonyan támadták, mások tovább fejlesztették. Sok mai pszichológiai iskolára volt hatással.
Lefordította Oswald Külpe (1862-1915) német pszichológus és filozófus több művét, köztük a Grundiss der Psychologie-t (A pszichológia vázlata) is. Titchener részt vett ennek a könyvnek az elkészítésében, és 1896-ban megírta saját pszichológiai vázlatát (Outline of Psychology című könyvében). Társírója lett az American Journal of Psychology című lapnak 1895-ben, 1889-től 10 biológiai témájú cikket jelentetett meg tőle a Nature című folyóirat. 1893 és 1900 között Titchener megalapította az első amerikai pszichológiai laboratóriumot és 62 cikket publikált.
Titchener, mint az amerikai pszichológiai kutatások elindítója és az első amerikai pszichológiai latoratórium létrehozója és működtetője, tiszteletbeli fokozatot kapott a Harvard, a Clark és a Wisconsin egyetemektől. Az Amerikai Pszichológiai Társaság meghatározó tagja lett, mígnem egy plagizálási vád miatt kiábrándult a társaságból.

Titchener optikai illúziót érzékeltető ábrája: a két körben a két középső narancssárga kör azonos méretű

## Kötetei
- An Outline of Psychology (=A pszichológia vázlata, 1896)
- A Primer of Psychology (=A primer pszichológia, 1898)
- Experimental Psychology (=Kísérleti pszichológia, négy kötet, 1901-05)
- Elementary Psychology of Feeling and Attention (=Az érzés és a figyelem pszichológiája, 1908)
- Text-Book of Physiology (=Élettani szövegkönyv, 1910)

## Fordítás
- Ez a szócikk részben vagy egészben  az   Edward Bradford Titchener című angol Wikipédia-szócikk fordításán alapul.  Az eredeti cikk szerkesztőit annak laptörténete sorolja fel. Ez a jelzés csupán a megfogalmazás eredetét és a szerzői jogokat jelzi, nem szolgál a cikkben szereplő információk forrásmegjelöléseként.